# Turcologie
La turcologie est un ensemble de disciplines s'intéressant aux langues turques ou turciques et aux cultures associées, dans un contexte historique et comparatif.

Son champ d'étude s'étend de la Iakoutie (nord-est de la Sibérie) à la Gagaouzie (Moldavie). Ses débuts peuvent être datés de la fin du XVe siècle, période à partir de laquelle les archives, dont les archives impériales ottomanes, ont été mieux conservées.

## Histoire de la turcologie française
L'historien turcologue Gilles Veinstein date l'apparition de la turcologie française au XVIe siècle, alors que la Turquie était la première puissance militaire du temps. Homme cultivé et polyglotte, Guillaume Postel fut l'un des premiers « lecteurs royaux » ( « lettres grecques, hébraïques et arabiques ») de François Ier à partir de 1539 et s'intéressa à la vie turque. À cette époque, il a visité deux fois l'Empire ottoman, en 1535 (avec la suite de l'ambassadeur de François Ier, Jean de La Forest) puis en 1549, ce qui l'a amené à publier une partie de ce qu'il avait vu en Turquie dans un livre intitulé De la République des Turcs (1560). Passionné de langues, il a appris le turc et a ajouté à l'édition de 1575 de son livre onze pages de lexique turco-franco-latin, et neuf pages à un essai de grammaire (le seul connu en français au XVIe siècle).
Les États d'Europe de l'Ouest collectent à partir du milieu du XVIIe siècle des manuscrits turcs, pour des raisons surtout pratiques (diplomatie, défense de la chrétienté pour les uns, commerce florissant au XVIIIe siècle avec les échelles du Levant, via le sud de la France et Marseille en particulier). En particulier en France, à Venise, dans l’Empire des Habsbourg ou en Pologne, des truchements ou drogmans se forment à la maîtrise de la langue turque. Ces traducteurs devaient idéalement comprendre le turc, mais aussi l'arabe et le persan qui étaient tous trois parlés dans les zones sous influence turque.
En 1551 est fondée à Istanbul la Scuola dei Giovani di Lingua, école d'apprentis-interprètes alors nommés « jeunes de langues » (d'une traduction italienne littérale du turc dil oğlanı en giovani di lingua). En 1669, Colbert crée à Istanbul une école française. À partir de 1700, le royaume de France invite à Paris (au collège Louis-le-Grand) de jeunes boursiers orientaux.
En 1721, la Régence donne sa forme définitive (jusqu'à la Révolution française) à l’école qui devient réservée à de jeunes Français (de métropole ou originaires du Levant). Ils suivent une scolarité au collège Louis-le-Grand (latin, turc, arabe et plus tardivement persan) et doivent effectuer un temps d'immersion en étant accueilli par le couvent des Capucins d'Istanbul.
En 1795, la Convention crée une « école publique destinée à l’enseignement des langues orientales vivantes d’une utilité reconnue pour la politique et le commerce » qui devait remplacer la précédente. Lakanal y impose initialement un triple enseignements (arabe littéraire et vulgaire ; turc et tartare de Crimée ; persan et malais), mais peu après, avec l'avènement du Consulat, Bonaparte connaissant les bons résultats de l'ancienne « École des jeunes de langues » la proroge sous un autre nom (École des langues orientales, qui sera plus « savante » et orientée vers la philologie et la grammaire turque). Durant tout le XIXe siècle, les deux établissements coexistent, bénéficiant de l'édition depuis la fin du XVIIIe siècle de dictionnaires, grammaires, manuels de conversation et lexiques turco-français. Ces deux établissements travaillent plus ou moins de concert, l'École des langues orientales donnant notamment plusieurs enseignants à l'école qui l'avait précédée.
En 1873 toutefois, l'École des langues orientales intègre par fusion l'autre école. Les « drogmans des Affaires étrangères » qui continuent à y faire leurs études persanes et turques seront alors dénommés  « secrétaires d’Orient », après avoir gravi les échelles du drogmanat. 
Une « chaire de langue et littérature turques » perdure au Collège de France jusqu'à la mort de Pavet de Courteille en 1889, puis durant plus d'un siècle, la turcologie s'élargit à l'étude de tous les peuples turcs d’Asie de l'Est, s'enseigne au travers des langues, mais aussi de l'histoire, de l'archéologie de l’Asie centrale (avec notamment Paul Pelliot).
En 1894, on commence à déchiffrer les inscriptions turques  dites runiques antérieurement relevées en Haute-Asie par les missions russes dès 1889, par le Danois Thomsen et le Russe Radloff.
En 1971, l’École des langues orientales devient l'INALCO.

## Turcologues
Parmi les principaux turcologues ayant apporté des contributions fondamentales, on trouve notamment :
- Gösta Raquette
- Gunnar Jarring
- Georg Jacob,
- Martin Hartmann,
- Dimitri Kitsikis,
- Friedrich Schrader,
- Agop Dilaçar,
- Jean Deny,
- Louis Bazin,
- Jean-Paul Roux,
- Paul Dumont,
- Johan Strauss,
- Zeki Velidi Togan,
- Gilles Veinstein,
- Michel Nicolas[réf. souhaitée]
- Barthélemy d'Herbelot de Molainville (Bibliothèque orientale, publiée en 1697)
- Joseph de Guignes (Histoire générale des Huns, des Turcs, des Mongols et autres Tartares occidentaux, publiée de 1756 à 1758).
- Denis Dominique Cardonne
- Giovanni Battista Podestà, interprète de l’empereur Léopold Ier, qui a compilé le Cursus grammaticalis linguarum orientalium, arabicæ scilicet, persicæ et turcicæ
- François Mesgnien-Meninski, interprète lorrain du roi, qui a compilé le Thesaurus linguarum orientalium (lexique turc-arabe-persan-latin en 5 tomes in folio).
- Thomas-Xavier Bianchi, interprète du roi (drogman) formé à l'École des langues orientales, qui a notamment terminé le thésaurus de François Mesgnien-Meninski
- Alix Desgranges, comte et petit-fils de Denis Dominique Cardonne
- Matturin-Joseph Cor, originaire de Saint-Malo, ami et peut-être conseiller de Moustapha Reschid Pacha quand il était à Istanbul,
- Abel Pavet de Courteille (petit-fils d'Antoine-Isaac Silvestre de Sacy et premier professeur de turc à l'École des langues orientales n'ayant pas d'abord été drogman)[2]
- Joseph von Hammer-Purgstall (interprète de l’ambassade d’Autriche, auteur d'une Histoire de l’Empire ottoman
- Ignace Mouradja d'Ohsson (Arménien attaché à l’ambassade de Suède, auteur d'un Tableau de l’Empire othoman (1788)).
- Alexandre Bennigsen (historien, spécialiste des musulmans vivant en Russie et URSS)
- Claude Cahen (historien, spécialiste de l’islam médiéval et de l’Anatolie pré-ottomane).

On peut signaler le cas particulier de Denis Dominique Cardonne, devenu traducteur (drogman ou « jeune de langues ») dès l'âge de neuf ans, futur érudit et brillant auteur d'un Dictionnaire français-turc d'une traduction du Kitâb-i Bahriye de Pîrî reɔîs, intitulée Le Flambeau de la Méditerranée, d'un ouvrage intitulé Mélanges de littérature orientale traduits de différents manuscrits turcs, arabes et persans de la Bibliothèque du Roi (édité en 1770, puis plusieurs fois réédité). Il a aussi rédigé un inventaire des « manuscrits et imprimés turcs et arabes de la Bibliothèque de Mgr le marquis de Paulmy, ministre d’État », conservé à la bibliothèque de l’Arsenal. 
C'est lui qui introduisit l'enseignement du turc au Collège de France après avoir enseigné au collège Louis-le-Grand puis avoir eu en 1716 la responsabilité de la seconde chaire d’arabe du Collège royal, qui sera transformée en « chaire de turc et de persan » en 1773. Il en restera le titulaire. il sera suivi dans ce poste par Pierre Ruffin, traducteur né à Salonique, interprète du roi dans l’Empire ottoman et le khanat tatar de Crimée (et un temps « consul de France » à la cour de « Sa Majesté criméenne » à Bahçesaray), avant d'être nommé à la chaire de turc et de persan en 1784 (il s'y fait ensuite remplacer par un suppléant, car trop occupé en Turquie à exercer ses fonctions diplomatiques. Sur demande de Talleyrand (à cette époque ministre des Affaires étrangères de l’Empereur), Napoléon crée une chaire de langue turque, dissociée de celle de persan. Elle est attribuée à Daniel Kieffer, « premier secrétaire-interprète du Roi » et second suppléant de Ruffin et élève et ami de ce dernier. Il le remplacera après quelques années.
La chaire de persan fut ensuite attribuée par Talleyrand à Silvestre de Sacy, orientaliste réputé.